# Караганський
Карага́нський (рос. Караганский) — селище у складі Кваркенського району Оренбурзької області, Росія.

## Населення
Населення — 92 особи (2010; 140 у 2002).
Національний склад (станом на 2002 рік):
- росіяни — 53 %
- казахи — 39 %